# Constantine (seriál)
Constantine je americký fantasy televizní seriál natočený na motivy komiksu Hellblazer vydavatelství DC Comics. Premiérově byl vysílán na stanici NBC v letech 2014–2015, kdy v jedné řadě vzniklo celkem 13 dílů. Seriál je své komiksové předloze věrnější než stejnojmenný film z roku 2005. V titulní roli lovce démonů Johna Constantina se představil Matt Ryan, jenž si tuto postavu po ukončení vysílání zopakoval i v seriálech Arrow a Legends of Tomorrow.

## Příběh
John Constantine, lovec démonů a částečně okultní mistr, se musí vypořádat se svými hříchy z minulosti. Mezitím se snaží chránit nevinné před stále četnějšími nadpřirozenými hrozbami, které se v lidském světě objevují kvůli „povstávající temnotě“.

## Obsazení
- Matt Ryan jako John Constantine
- Lucy Griffiths jako Liv Aberdine (pouze v pilotním díle)
- Angélica Celaya jako Zed Martin
- Charles Halford jako Francis „Chas“ Chandler
- Harold Perrineau jako Manny

## Seznam dílů
| Řada | Díly | Premiéra v USA | Premiéra v USA |
| Řada | Díly | První díl      | Poslední díl   |
| ---- | ---- | -------------- | -------------- |
| 1    | 13   | 24. října 2014 | 13. února 2015 |

## Související seriály
Po ukončení seriálu se Matt Ryan v roli Johna Constantina objevil na podzim 2015 v epizodě „Haunted“, pátém díle čtvrté řady seriálu Arrow, čímž se Ryanova postava Constantina začlenila i do společného fikčního světa, ve kterém se odehrávají seriály Arrow, Flash, Legends of Tomorrow a další. Na podzim 2017 a na jaře 2018 v téže roli hostoval také v seriálu Legends of Tomorrow, přičemž od podzimu 2018 v tomto seriálu účinkuje pravidelně.